# Melissodes limbus
Melissodes limbus là một loài Hymenoptera trong họ Apidae. Loài này được LaBerge mô tả khoa học năm 1961.